# Benzocyclobutène
Le benzocyclobutène (BCB) est un hydrocarbure aromatique polycyclique de formule C8H8, ayant un cycle benzénique uni à un cycle cyclobutane.
Le BCB est fréquemment utilisé pour créer des polymères photosensibles. Les polymères diélectriques à base de BCB peuvent être filés ou bien appliqués sur divers substrats. Ils peuvent ensuite être utilisés dans les systèmes microélectromécaniques (MEMS) et dans le traitement microélectronique. Des applications possibles sont la liaison de plaquettes, les interconnexions optiques, les diélectriques à faible κ ou même les implants neuronaux intracorticaux.

## Réactions
Le benzocyclobutène est un système contraint qui, porté à environ 180 °C, fait subir au cyclobutène une réaction d'ouverture de cycle conrotatoire, le produit formé est l'o-xylylène. Ce processus détruisant l'aromaticité du cycle benzénique, la réaction inverse est fortement favorisée, le cycle benzénique étant très stable.
Les o-xylylènes ainsi générés sont souvent utilisés lors des réactions de cycloaddition, qui restaurent l'aromaticité du cycle benzénique, tout en formant une nouvelle espèce par une réaction d'annélation.

## Usages
Le fragment benzocyclobutène apparaît aussi dans un certain nombre de composés chimiques aux propriétés pharmacologiques, comme l'ivabradine et le S33005.
De plus, l'analogue benzocyclobutène du 2C-B, une drogue hallucinogène, a été synthétisé et une amphétamine dérivée du benzocyclobutène a été brevetée.